# Tangla
Tangla è una suddivisione dell'India, classificata come town committee, di 17.313 abitanti, situata nel distretto di Darrang, nello stato federato dell'Assam. In base al numero di abitanti la città rientra nella classe IV (da 10.000 a 19.999 persone).

## Geografia fisica
La città è situata a 26° 39' 34 N e 91° 54' 45 E.

## Società

### Evoluzione demografica
Al censimento del 2001 la popolazione di Tangla assommava a 17.313 persone, delle quali 9.382 maschi e 7.931 femmine. I bambini di età inferiore o uguale ai sei anni assommavano a 1.780, dei quali 897 maschi e 883 femmine. Infine, coloro che erano in grado di saper almeno leggere e scrivere erano 13.209, dei quali 7.631 maschi e 5.578 femmine.